# Petter Menning
Petter Menning, född Öström 8 augusti 1987 i Stockholm, är en svensk landslagsman i kanot.
Hans kanotkarriär började när han som tolvåring provade på att paddla på Örnsbergs kanotklubb i Stockholm. Han gick på kanotgymnasiet i Nyköping åren 2003–2007 och läste samhällsprogrammet med inriktning ekonomi. Efter kanotgymnasiet flyttade han till Vaxholm, strax utanför Stockholm, för att kunna kombinera sin träning med studier på civilekonomprogrammet på Stockholms universitet. Från och med 2009 tävlar han också för Vaxholms Kanotsällskap.
År 2008 blev K1 200 meter OS-distans och Öström började satsa på distansen. Han har dominerat den svenska 200-meterspaddlingen sedan 2009, men missade OS 2012 i London med minsta möjliga marginal i K2 tillsammans med träningskamraten Erik Svensson. Petter Menning har representerat Sverige på samtliga internationella mästerskap, förutom OS, sedan 2010.
Vid EM i Poznań 2021 tog Menning brons i K-1 200 meter. Under året tog han även silver i K-1 200 meter vid VM i Köpenhamn.
Menning är stor grabb nummer 152 på Svenska Kanotförbundets lista över stora kanotister. 

## Meriter

### 2015
- EM – Guld K1 200 meter

### 2013
- VM – Guld K1 200 meter,[5] 7:a stafett.
- EM – Guld K1 200 meter
- SM – 6 guld, 1 silver

### 2012
- SM – 4 guld, 3 silver
- EM – 9:a K1 200 meter
- World Cup – 7:a K1 och 7:a K2 200 meter.

### 2011
- SM – 4 guld, 2 silver, 1 brons
- EM – 5:a K1 200 meter
- VM – semifinal k1 200 m, 7:a i A-final stafett.
- Obesegrad alla svenska tävlingar.

### 2010
- SM – 7 guld, med K1 200 m och K2 5000 m som favoriter
- U23-EM – Silver K1 200 meter
- EM – 5:a K1 200 meter
- VM – 6:a stafett, 9:a K1 200 meter
- Obesegrad alla svenska tävlingar.

### 2009
- SM-guld och silver på bland annat 200m
- U23-EM – Semifinal K4 500 meter

### 2008
- SM-guld K4 alla distanser
- U23-EM – 4:a K4 500 meter

### 2007
- SM-silver K2 5000 meter
- NM-silver K4 500 meter